# 德國聯邦總統
德意志聯邦共和國總統（德語：Bundespräsident der Bundesrepublik Deutschland），通常簡稱為聯邦總統（Bundespräsident）是德意志聯邦共和國的國家元首，對內和對外均代表德國。其最主要職責是：簽署並公佈由聯邦總理和有關聯邦政府部長副署且獲得聯邦議院和聯邦參議院通過的法律法令；根據聯邦議院的決定任免聯邦總理，根據聯邦總理的提名任免聯邦政府各部部長；主持國家禮儀性活動等。
德國的國家政體是議會制（內閣制），聯邦政府向聯邦議院負責。聯邦總統只是虛位元首，並不直接領導聯邦政府，不享有實際的行政權。而聯邦總理為政府首腦，決定國家大政方針。
德國現任聯邦總統為弗兰克-瓦尔特·施泰因迈尔，2017年3月19日上任。

## 历史
德国总统的前身是德国魏玛共和国时期（1919年至1945年）的聯邦大總統（Reichspräsident）。与魏玛共和国时期宪法规定的总统职权相比，联邦总统的职权已被明显削弱。
1919年的魏玛宪法赋予国家总统很大的权力，不仅享有代表国家的职权，而且可以通过解散议院和任免总理直接影响国家政治，还有权颁布紧急状态法案，另外，总统也是国家军队的最高领导人。魏玛时期的总统被称为“没有皇帝头衔的皇帝”。
經過1932年選舉後，納粹黨成為國內第一大黨，但希特拉尚未執政，因為德國聯邦大總統興登堡拒絕任命他為總理，反而任命德軍步兵上將施萊謝爾為總理。在前總理巴本唆使下，終於在1933年1月30日，興登堡任命希特勒為德國總理，德国国家社会主义工人党正式获得执政权。
1934年，兴登堡去世后，希特勒把总统和总理的职位合二为一，称帝国元首兼总理（Führer und Reichskanzler），希特勒集总统、总理、三军最高统帅的职务于一身，废止共和国，建立納粹独裁政权，直至1945年二战结束。
1949年5月23日，德意志联邦共和国成立，宪法性质的《德国基本法》生效，該基本法吸取历史教训，大幅度限制联邦总统的政治权利，联邦总统不能单独任命联邦总理，也不能单独颁布紧急法案，也不享有对国家军队的最高统率权。《基本法》明确联邦总统的职权，同联邦议院、联邦参议院、联邦政府、联邦宪法法院相互牵制。
1949年8月，联邦大会选举特奥多尔·豪斯为德国第一位联邦总统。

## 职权
德国总统作为国家元首行使以下职权：
- 对内对外代表德国（参加国家、社会和文化活动，访问各联邦州和城市，在外国进行国事访问，接待外国国家访客）；
- 在国际法意义上代表德国人民，以联邦的名义同外国缔结条约，但调整联邦政治关系或涉及联邦立法事项的条约应以联邦法律的形式，取得联邦立法机构的同意；
- 签发国书和派遣德国驻外国使节，接受外国国书并接待外国驻德国使节。

总统还行使以下职权：
- 提出联邦总理的人选，交由联邦议院选举；
- 任命联邦议院选举产生的联邦总理；
- 任命联邦总理提名的联邦政府各部部长；
- 发生联邦总理不信任案时，根据联邦议院的请求罢免联邦总理，或根据联邦总理的提议解散联邦议院；
- 任免联邦法官、联邦公务员、军官和下级军官；
- 签署并颁布联邦议院通过的法律。此外聯邦總統對於聯邦議院通過的法律有形式及實體之審查權。自1951年至2006年間，聯邦總統共計八次以聯邦議會通過之法律程序不備（例如應由聯邦參議院同意之法案未得其同意）及違反基本法（例如違法侵害基本權利）等原因拒絕簽署公布法律。
- 代表联邦行使赦免权。

## 选举和任期
德国总统由联邦大会（Bundesversammlung）不经讨论而交付选举产生。联邦大会由联邦议院议长召集联邦议院议员和同等数量的由各州议会机构根据比例代表制选举产生的州议员组成。
联邦总统任期5年，经再次选举仅可以连任一次。凡年满40周岁并享有联邦议院选举权的德国人均可参选。
对联邦总统故意违反德国《基本法》或其他联邦法律的行为，联邦议院或联邦参议院可向联邦宪法法院提出弹劾请求。联邦宪法法院经确认可宣告联邦总统丧失职权。
联邦总统在无法行使其职权或提前卸任时，其职权由联邦参议院议长行使。

## 历任总统
| №  | 图片                                             | 姓名                              | 届            | 任期          | 任期          | 选举年/选民百分比 | 政党                     |
| -- | ------------------------------------------------ | --------------------------------- | ------------- | ------------- | ------------- | ----------------- | ------------------------ |
| —  |                                                  | 卡尔·阿诺德 (1901－1958)          | —             | 1949年9月7日  | 1949年9月12日 | —                 | 聯盟黨（本人屬於基民盟） |
| —  | 作为联邦参议院议长他代理总统直到1949年大选结束后 | 卡尔·阿诺德 (1901－1958)          |               |               |               |                   |                          |
| 5  |                                                  | 特奥多尔·豪斯 (1884－1963)        | 1             | 1949年9月13日 | 1954年9月12日 | 1949 — %          | 自由民主党               |
| 5  | 2                                                | 特奥多尔·豪斯 (1884－1963)        | 1954年9月13日 | 1959年9月12日 | 1954 — %      |                   | 自由民主党               |
| 5  |                                                  |                                   |               |               |               |                   |                          |
| 6  |                                                  | 海因里希·吕布克 (1894－1972)      | 1             | 1959年9月13日 | 1964年9月12日 | 1959 — %          | 聯盟黨（本人屬於基民盟） |
| 6  | 2                                                | 海因里希·吕布克 (1894－1972)      | 1964年9月12日 | 1969年6月30日 | 1964 — %      |                   | 聯盟黨（本人屬於基民盟） |
| 6  | 任内辞职                                         | 海因里希·吕布克 (1894－1972)      |               |               |               |                   |                          |
| 7  |                                                  | 古斯塔夫·海涅曼 (1899－1976)      | 1             | 1969年7月1日  | 1974年6月30日 | 1969 — %          | 社會民主黨               |
| 7  |                                                  |                                   |               |               |               |                   |                          |
| 8  |                                                  | 瓦尔特·谢尔 (1919－2016)          | 1             | 1974年7月1日  | 1979年6月30日 | 1974 — %          | 自由民主黨               |
| 8  |                                                  |                                   |               |               |               |                   |                          |
| 9  |                                                  | 卡尔·卡斯滕斯 (1914－1992)        | 1             | 1979年7月1日  | 1984年6月30日 | 1979 — %          | 聯盟黨（本人屬於基民盟） |
| 9  |                                                  |                                   |               |               |               |                   |                          |
| 10 |                                                  | 里夏德·馮·魏茨澤克 (1920－2015)   | 1             | 1984年7月1日  | 1989年6月30日 | 1984 — %          | 聯盟黨（本人屬於基民盟） |
| 10 | 2                                                | 里夏德·馮·魏茨澤克 (1920－2015)   | 1989年7月1日  | 1994年6月30日 | 1989 — %      |                   | 聯盟黨（本人屬於基民盟） |
| 10 |                                                  |                                   |               |               |               |                   |                          |
| 11 |                                                  | 罗曼·赫尔佐克 (1934－2017)        | 1             | 1994年7月1日  | 1999年6月30日 | 1994 — %          | 聯盟黨（本人屬於基民盟） |
| 11 |                                                  |                                   |               |               |               |                   |                          |
| 12 |                                                  | 約翰內斯·勞 (1931－2006)          | 1             | 1999年7月1日  | 2004年6月30日 | 1999 — %          | 社會民主黨               |
| 12 |                                                  |                                   |               |               |               |                   |                          |
| 13 |                                                  | 霍斯特·克勒 (1943－2025)          | 1             | 2004年7月1日  | 2009年6月30日 | 2004 — %          | 聯盟黨（本人屬於基民盟） |
| 13 | 2                                                | 霍斯特·克勒 (1943－2025)          | 2009年7月1日  | 2010年5月31日 | 2009 — %      |                   | 聯盟黨（本人屬於基民盟） |
| 13 | 任内辞职                                         | 霍斯特·克勒 (1943－2025)          |               |               |               |                   |                          |
| —  |                                                  | 延斯·伯恩森 (1949－)              | —             | 2010年5月31日 | 2010年7月1日  | —                 | 社會民主黨               |
| —  | 作为联邦参议院议长他代理总统直到2010年大选结束后 | 延斯·伯恩森 (1949－)              |               |               |               |                   |                          |
| 14 |                                                  | 克里斯蒂安·武尔夫 (1959－)        | 1             | 2010年7月2日  | 2012年2月17日 | 2010 — %          | 聯盟黨（本人屬於基民盟） |
| 14 | 任内辞职                                         | 克里斯蒂安·武尔夫 (1959－)        |               |               |               |                   |                          |
| —  |                                                  | 霍斯特·泽霍费尔 (1949－)          | —             | 2012年2月17日 | 2012年3月18日 | —                 | 聯盟黨（本人屬於基社盟） |
| —  | 作为联邦参议院议长他代理总统直到2012年大选结束后 | 霍斯特·泽霍费尔 (1949－)          |               |               |               |                   |                          |
| 15 |                                                  | 约阿希姆·高克 (1940－)            | 1             | 2012年3月18日 | 2017年3月18日 | 2012 — %          | 無黨籍                   |
| 15 | 獲跨黨派推選為總統，首位無黨派總統。             | 约阿希姆·高克 (1940－)            |               |               |               |                   |                          |
| 16 |                                                  | 弗兰克-瓦尔特·施泰因迈尔 (1956－) | 1             | 2017年3月19日 | 2022年3月18日 | 2017 — %          | 社會民主黨               |
| 16 | 2                                                | 弗兰克-瓦尔特·施泰因迈尔 (1956－) | 2022年3月19日 | 現任          | 2022 — %      |                   | 社會民主黨               |
| 16 |                                                  |                                   |               |               |               |                   |                          |

### 引用
1. ↑  .   [2017-02-14]. （原始内容存档于2016-05-03）.
2. ↑  . Der Bundespräsident.   [2022-02-18]. （原始内容存档于2010-02-21）.
3. ↑  .   [2022-02-18]. （原始内容存档于2007-05-16）.